# Koksharovita
La koksharovita és un mineral de la classe dels fosfats que pertany al grup de la howardevansita. Rep el nom del professor Nikolay Ivanovich Koksharov (23 de novembre (5 de desembre), 1818 - 21 de desembre (2 de gener), 1893), acadèmic de l'Acadèmia de Ciències de Rússia des de 1855 i director de la Societat Mineralògica de Rússia.

## Característiques
La koksharovita és un vanadat de fórmula química CaMg₂Fe3+₄(VO₄)₆. Es tracta d'una espècie aprovada per l'Associació Mineralògica Internacional, i publicada el 2014. Cristal·litza en el sistema triclínic. La seva duresa a l'escala de Mohs és 4,5. Es troba relacionada estructuralment amb la howardevansita i la grigorievita.

## Formació i jaciments
Va ser descoberta al volcà Bezymyannyi, al krai de Kamtxatka (Rússia), en forma de cristalls generalment prismàtics de fins a 30 x 70 µm de mida, associats a quars, magnetita, biotita i bannermanita. Aquest indret és l'únic a tot el planeta on ha estat descrita aquesta espècie mineral.